# Zelus luridus
Zelus luridus är en insektsart som beskrevs av Carl Stål 1862. Zelus luridus ingår i släktet Zelus och familjen rovskinnbaggar. Inga underarter finns listade i Catalogue of Life.